# Mare Nectaris
Mer du Nectar

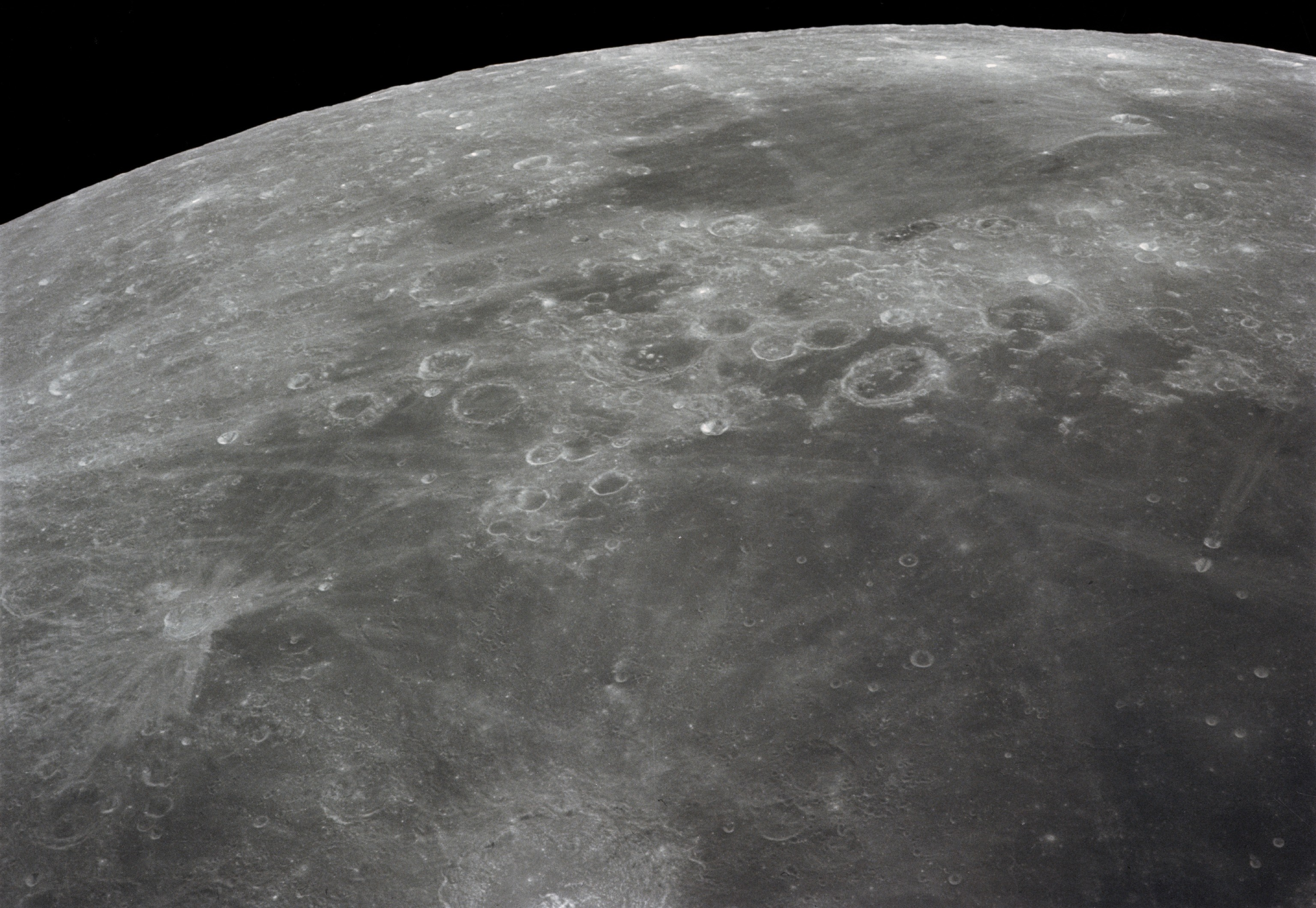
Mare Fecunditatis (bas) et Mare Nectaris (haut). Photo de la mission Apollo 16.

Mare Nectaris (mer des Nectars, en latin) est une petite mare lunaire située entre Mare Tranquillitatis et Mare Fecunditatis. La partie est de cette mer est bordée à l'ouest par les Montes Pyrenaeus. Le petit cratère Rosse se trouve dans cette mer.

## Caractéristiques
Des fossés d'effondrement, ou graben, se sont ouverts dans la partie occidentale de Mare Nectaris.

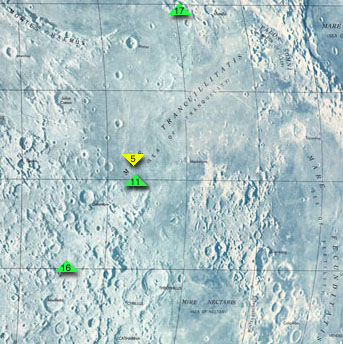
Carte de la Mer des Nectars (au sud), avec sa triade de cratères lunaires.

Sur son bord nord, trois cratères forment une triade lunaire : Catherine, Cyrille (cratères nectariens) et Théophile (cratère copernicien). Leur âge différent permet d'observer l'évolution des cratères en fonction de la lente érosion qui les affecte.
Sur son bord sud, le cratère Fracastor (en) a son rempart nord englouti par la lave qui a formé la Mare Nectaris.
Deux vallées lunaires partent au sud de la Mare Nectaris, la Vallis Rheita (445 kilomètres de long) et la Vallis Snellius (592 kilomètres de long).